# 大谷俊昭
大谷 俊昭（おおや としあき、1940年（昭和15年） - ）は、日本の農業経済学者・農学者。専門は農業経済学。酪農学園大学名誉教授。元酪農学園大学学長。元酪農学園大学短期大学部学長。恩師は桃野作次郎。東京都目白出身。

## 経歴
東京都立立川高等学校卒業。1966年北海道大学農学部農業経済学科卒。1968年同大学院農学研究科修士課程修了。同年、酪農学園大学酪農学部助手。1975年同酪農学部助教授。1983年同評議員。1989年同酪農学部教授。同酪農学部農業経済学科長（～1995年）。1995年同学生部長（～1999年）。学校法人酪農学園理事。2001年酪農学園大学9代学長に就任。2005年酪農学園大学短期大学部学長。2007年酪農学園大学退職、同名誉教授。専修大学北海道短期大学客員教授。2010年専修大学北海道短期大学退職。
この他、札幌学院大学経済学部・北海道情報大学非常勤講師も務めた。

## 研究
農家の投資計画と負債の返済能力や日本経済における資金の循環構造、経済発展における情報技術の意義を研究。

## 主著
- 『戦後北海道農政史』（共著, 農山漁村文化協会, 1976年）
- 『酪農経済の基本視角』（共著, 農山漁村文化協会, 1979年）
- 『情報処理論』（酪農学園大学エクステンションセンター, 1999年）

## 門下生
- 胡爾査 - 内モンゴル農業大学准教授